# 罗镇 (卡尔瓦多斯省)
罗镇（法語：Rots，法語發音：[ʁo] ⓘ）是法国卡尔瓦多斯省的一个市镇，属于卡昂区。该市镇于2016年由原罗镇与市镇拉松和贝桑地区塞克维尔合并而成。

## 地名
该地名“Rots”发音为[ʁo]，字母“ts”不发音，《世界地名译名词典》将其误译作“罗茨”。

## 地理
罗镇（49°12'28"N, 0°28'40"W）面积23.4 平方千米，位于法国诺曼底大区卡爾瓦多斯省，该省份为法国西北部沿海省份，北濒大西洋英吉利海峡，东北与滨海塞纳省以海上边界相接，东临厄尔省，南至奧恩省，西与芒什省接壤。
与罗镇接壤的市镇（或旧市镇、城区）包括：勒弗雷讷卡米伊、塔昂、凯龙、罗塞勒、欧蒂、圣日耳曼-拉布朗什埃尔布、卡尔皮凯、圣芒维厄-诺雷、蒂和米、贝桑地区穆兰。
罗镇的时区为UTC+01:00、UTC+02:00（夏令时）。

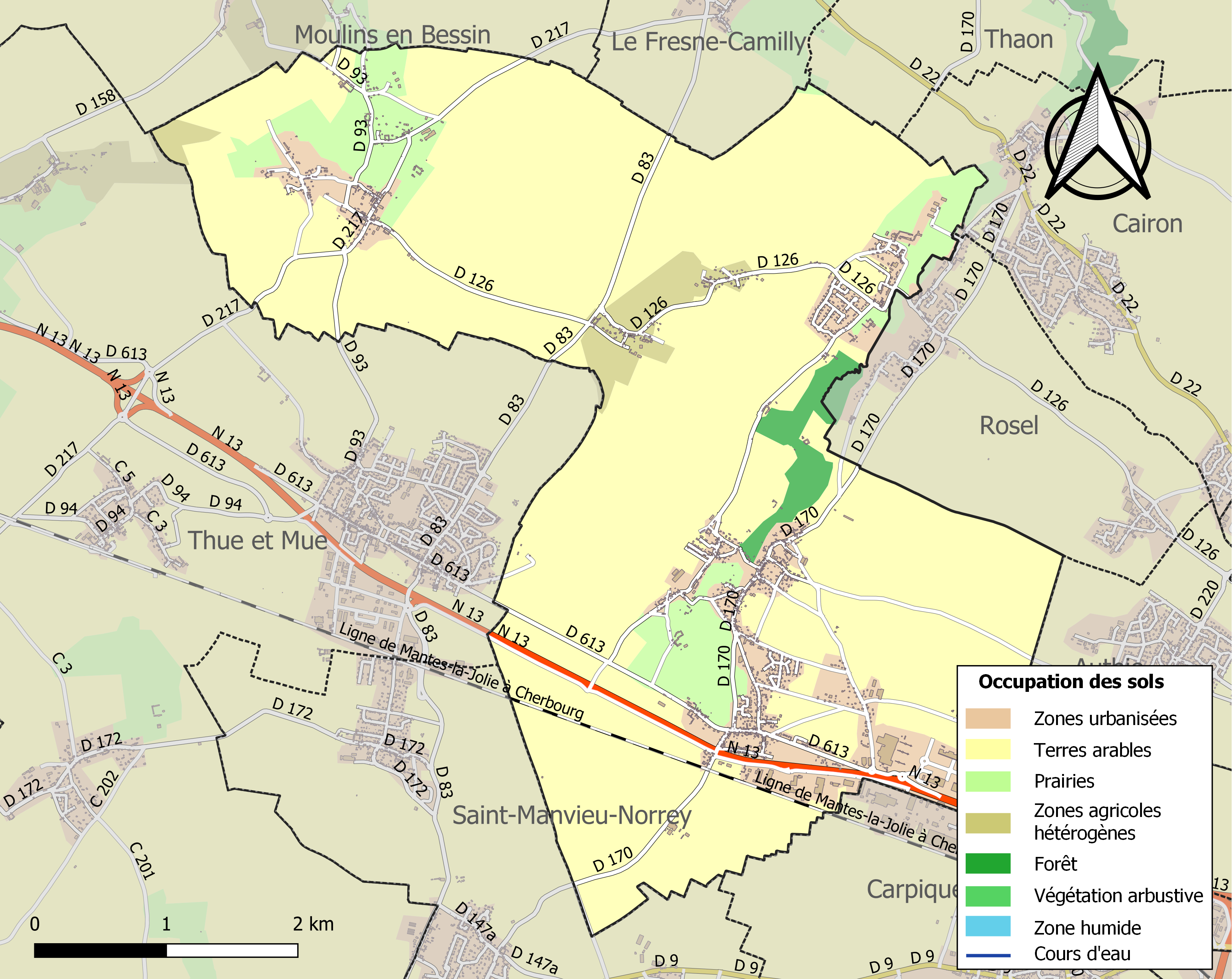
罗镇的OSM定位图

## 行政
罗镇的邮政编码为14980、14740，INSEE市镇编码为14543。

## 政治
罗镇所属的省级选区为蒂和米县。

## 人口

1962-2008年间罗镇人口变化图示

罗镇于2022年1月1日时的人口数量为2541人。